# 統一
統一（とういつ）とは、ある枠組みで分類されるものを一つの規格にまとめること。複数のものを組織化・系統化してひとつにまとめあげること、あるいは、分立するものを一つに統合し支配することである。
政治的場面における統一は以下の通り。

## 中国
秦による中国統一以前に存在した殷は邑制国家連合、周は封建制度であったため、統一国家ではなかった。
- 秦
- 漢
- 西晋
- 隋
- 唐
- 元
- 明
- 清

中国の歴史では、統一王朝が滅亡すると、次の統一王朝が誕生するまで大概群雄割拠となった。
中華人民共和国と中華民国（台湾）
国共内戦で中国共産党に敗れた中国国民党（国民政府）だったが、台湾で中華人民共和国建国後も中華民国を存続させている。1990年代以降は九二共識に基づいて両党とも対話による中国統一を模索しているが、同時期に民主化が進んだ台湾では民主進歩党等の影響によって台湾独立運動も盛り上がっており、台湾問題は複雑さを増している。

## 日本
ヤマト王権
奈良盆地の政治勢力が、他地域（吉備、出雲、筑紫など）の政治勢力と連合し、後に服属させて、これらの倭国の中心となる王権が成立した。
戦国時代
封建諸侯が、弱体化した室町幕府に取って代わろうとする抗争。豊臣秀吉が天下統一を果たした。
明治政府
幕府や藩による武家政治から明治新政府による天皇中心の大政奉還、版籍奉還、廃藩置県などを経て近代中央集権国家へ転換した。

## 朝鮮半島
三国時代
新羅・百済・ツングース系の高句麗に分立。最終的に、新羅が三国を統一。朝鮮民族の成立期。
後三国時代
新羅から後高句麗と後百済が分離。最終的に、後高句麗から王位を簒奪した高麗が三国を統一。
大韓民国（韓国）と朝鮮民主主義人民共和国（北朝鮮）

米ソ代理戦争。日本の総督府統治終焉後、米国とソ連が朝鮮を分割占領し、アメリカが韓国を、ソ連が北朝鮮を建国。冷戦期を通じ、朝鮮の正統な国家として体制競争を行なう。今なお未統一。

## ベトナム
ベトナム民主共和国（北ベトナム）と南ベトナム
米ソ代理戦争。北ベトナムがアメリカの傀儡国家と目されたベトナム共和国を打倒し、傀儡国家南ベトナム共和国を樹立。その後、北ベトナムが南ベトナム共和国を吸収し、統一国家としてベトナム社会主義共和国を樹立。

## ドイツ
プロイセン王国主導のドイツ帝国（ドイツ統一、1871年）
封建諸侯が割拠していたものをまとめ上げ、強力な帝政を実施。小ドイツ主義による統一。
ドイツ連邦共和国（西ドイツ）とドイツ民主共和国（東ドイツ）（ドイツ再統一、1990年）
米ソ代理戦争。西ドイツは統一に積極的だったが、東ドイツは消極的だった。ベルリンの壁崩壊により、東ドイツの存在意義が消滅し、そのまま統一に雪崩れ込む。
しかし、大ドイツ主義の観点から考えれば、現在のドイツとオーストリアはドイツ民族を分かつ分断国家だと言え、過去の例である神聖ローマ帝国とドイツ第三帝国を除けば単一民族による「大ドイツ」は依然として統一されていない。ただナチス政権下によるオーストリア統治の実態、戦後のオーストリア再独立の経緯、更に欧州連合のことも考えると、現在では統一の必要性を見出すことが困難であるのも事実である。アンシュルスも参照のこと。